# Stanisław Płoski (architekt)
Stanisław Płoski (ur. 3 maja 1901 w Purzycach-Trojanach, zm. 26 września 1968 w Warszawie) – polski architekt i wykładowca akademicki.

## Życiorys
Absolwent II Państwowego Gimnazjum Męskiego im. Tadeusza Czackiego w Warszawie. Przed zakończeniem edukacji wstąpił jako ochotnik do wojska, skąd został zwolniony w 1919 roku po interwencji rodziców. W tymże roku został przyjęty na Wydział Architektury Politechniki Warszawskiej. Studia (prowadzone z przerwami) ukończył w 1928 roku, uzyskując dyplom z projektowania monumentalnego. W latach 1928–1932 odbył praktykę w pracowni architektonicznej Rudolfa Świerczyńskiego, biorąc m.in. udział w pracach przy projektowaniu gmachów: Banku Gospodarstwa Krajowego oraz Ministerstwa Komunikacji. Samodzielnie projektował głównie budynki mieszkalne. W 1931 roku otrzymał uprawnienia do prowadzenia robót budowlanych. W latach 1933–1937 pracował w Najwyższej Izbie Kontroli, a następnie prowadził własną pracownię architektoniczną.
Po wybuchu II wojny światowej walczył w kampanii wrześniowej, a następnie został internowany w Birsztanach. W latach 1940–1944 był więźniem oflagu II C Woldenberg. Po zakończeniu działań wojennych powrócił do Warszawy, gdzie pracował kolejno: w Biurze Odbudowy Stolicy (1945–1946), jako kierownik w Biurze Projektów Odbudowy Wsi (1946–1948) oraz jako kierownik pracowni w Centralnym Biurze Projektów Architektury i Budownictwa (1948–1951). Następnie kierował pracownią Centralnego Biura Projektów Budownictwa Wiejskiego (1950–1951), a następnie był projektantem Biura Projektów „Miastoprojekt Specjalistyczne” (1951–1953). W latach 1953–1964 pełnił funkcję głównego architekta Komitetu Urbanistyki i Architektury oraz Komitetu Budownictwa, Urbanistyki i Architektury Mazowieckiego Biura Projektów Budownictwa ogólnego. Przez kilka miesięcy 1964 roku kierował wydziałem Departamentu Nadzoru Budowlanego Ministerstwa Budownictwa i Materiałów Budowlanych, skąd – w związku z wygraniem konkursu na projekt zespołu budynków SGGW w Warszawie – przeszedł do pracy w Miastoprojekcie Stolica Południe. Od 1967 roku pracował w Mazowieckim Biurze Projektów Budownictwa Ogólnego.
W latach 1959–1962 pracował na Politechnice Warszawskiej, najpierw jako adiunkt (1959–1960), a następnie wykładowca (1960–1962) Katedry Architektury Planowania Wsi. Był członkiem SARP, zasiadał również jako juror w konkursach architektonicznych, organizowanych przez Towarzystwo Urbanistów Polskich.

## Życie prywatne
Był żonaty z Zofią z Olszewskich, małżeństwo było bezdzietne. Został pochowany na warszawskim nowym cmentarzu na Służewie.

### Projekty

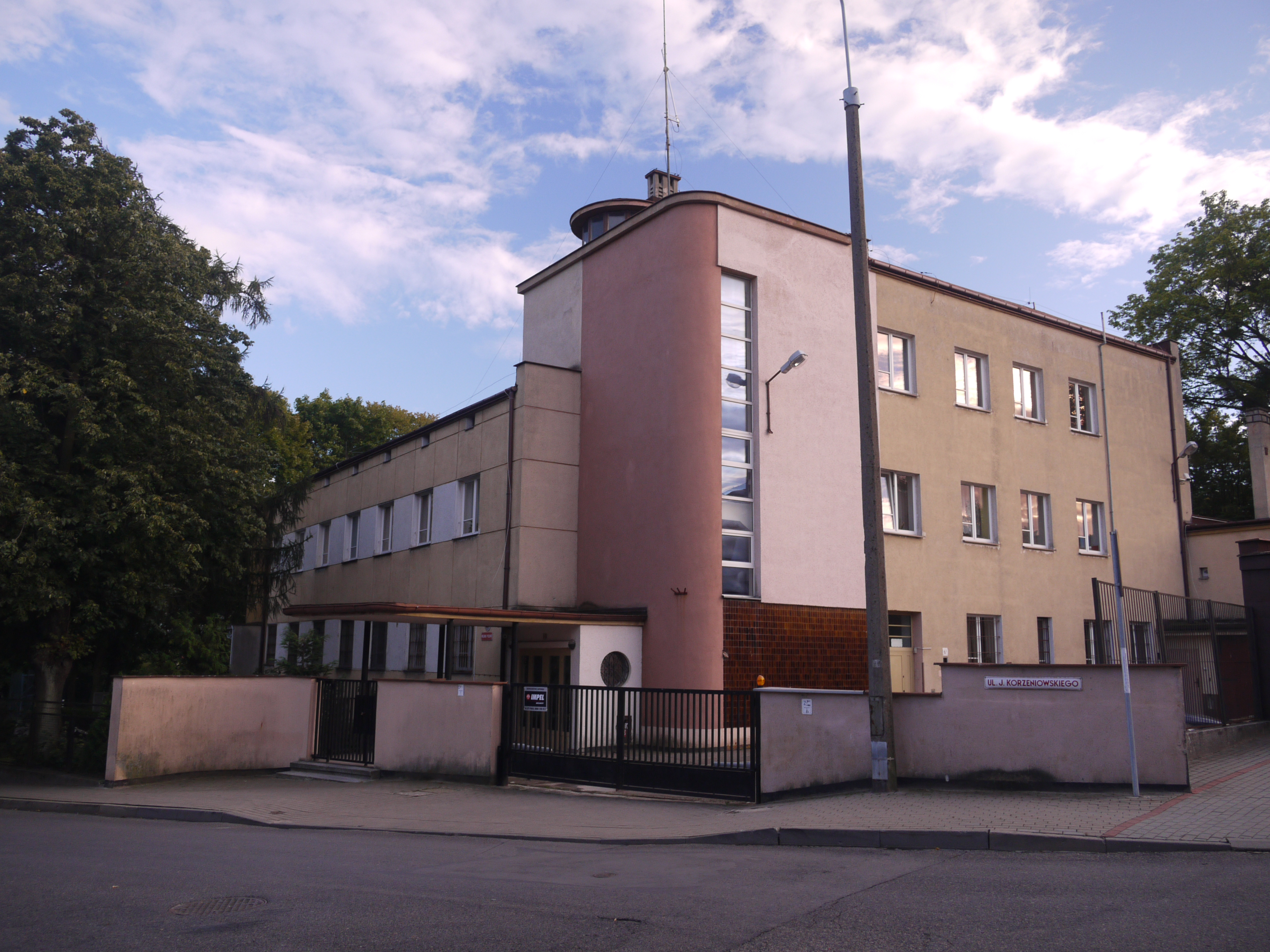
Budynek PSTT „Polskarob” S.A. w Gdyni

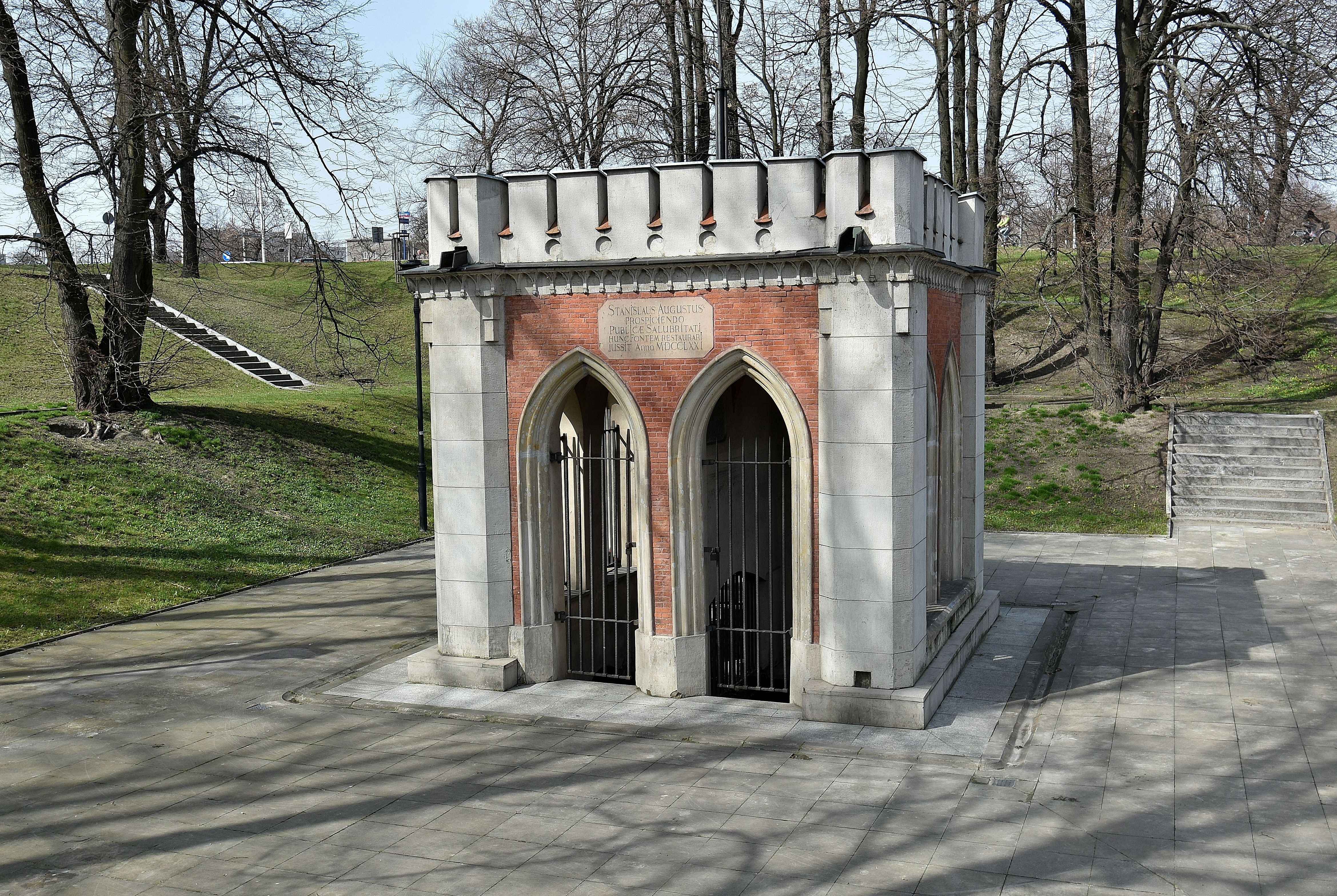
Zdrój Królewski w Warszawie

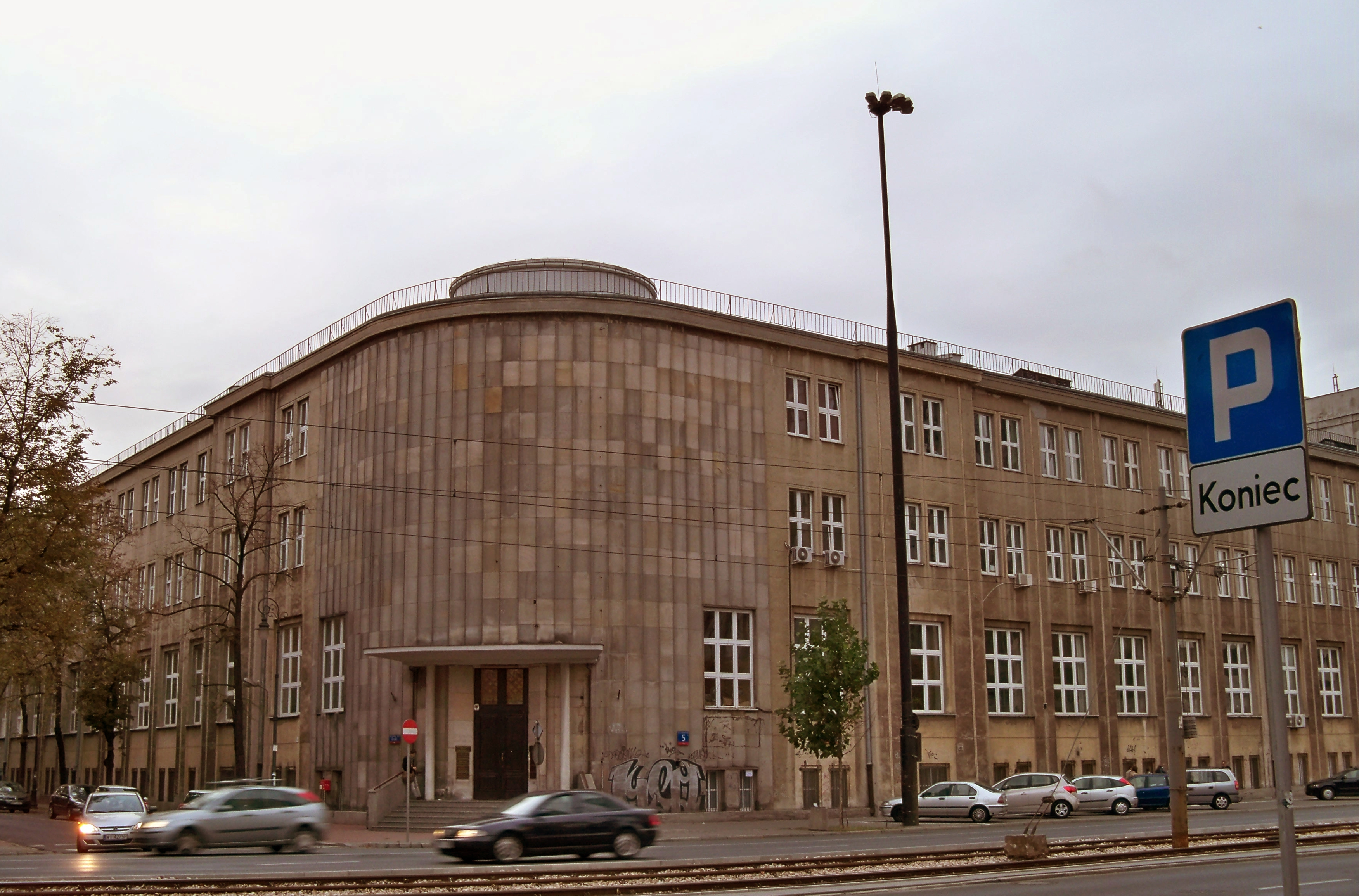
Collegium Anatomicum WUM w Warszawie

- konkursowy projekt budynku poselstwa polskiego w Sofii (1928) z Juliuszem Żórawskim, Janem Graefe oraz Stanisławem Piotrowskim – nagroda równorzędna,
- projekty budynków mieszkalnych w Warszawie, m.in. przy ul. Wiśniowej, ul. Kieleckiej 37, ul. Mickiewicza 22 i ul. Mokotowskiej 52,
- projekt budynku administracyjnego PSTT „Polskarob” S.A. w Gdyni (1934–1935) z Kazimierzem Krzyżanowskim,
- projekt Domu Marynarza Szwedzkiego w Gdyni (1935–1936),
- projekt osiedla szkoleniowego w Dęblinie,
- projekt Zdroju Królewskiego w Warszawie wraz z otoczeniem (1932–1933) z Andrzejem Węgrzeckim,
- projekt gmachu administracji Śląskich Zakładów Elektrycznych „Śląsel” w Katowicach (1938, niezrealizowany),
- projekt budynku Komunalnej Kasy Oszczędności w Skierniewicach (1938, niezrealizowany),
- projekt budynku Instytutu Medycznego w Chorzowie (1938),
- projekt rozbudowy Domu Marynarza Polskiego w Gdyni (1939),
- konkursowy projekt uzdrowiska Birsztany (1940),
- projekt odbudowy wsi Piaseczno (1945, w zespole),
- projekt szkoły w Piasecznie koło Warki (1945, wspólnie z Tadeuszem Ptaszyckim)
- projekty odbudowy budynków Uniwersytetu Warszawskiego: Zakład Medycyny Sądowej (1946), Collegium Anatomicum (1947), Pawilon Chemii oraz Zakładu Radiologii (1948),
- konkursowe projekty zagrody rybackiej (1949) – I i II nagroda,
- projekt wnętrza Klubu Prasy i Książki „Ruch” przy Pl. Unii Lubelskiej w Warszawie (1950),
- projekt ośrodka informacji Orbis w Zakopanem (1950),
- konkursowy projekt śródmieścia Warszawy (1953) – wyróżnienie,
- konkursowy projekt schroniska nad Morskim Okiem – II nagroda,
- konkursowy projekt hotelu Orbis w Zakopanem (1960) z Marianem Sulikowskim, Romanem Szymborskim i Zbigniewem Zagrodzkim – II nagroda,
- konkursowy projekt rozwiązań architektoniczno-urbanistycznych Pl. Żołnierza Polskiego w Szczecinie (1965–1970) z Teodorem Bursche, Aliną Supińską-Bursze i Romanem Szymborskim – I nagroda,
- konkursowy projekt Domu Pracy Twórczej SARP w Zakopanem – II nagroda,
- konkursowy projekt Osi Saskiej w Warszawie (1961) z Marianem Sulikowskim i Romanem Szymborskim – III nagroda,
- konkursowy projekt zespołu budynków SGGW w Warszawie (1960–1963) ze Marianem Sulikowskim, Romanem Szymborskim i Romanem Dutkiewiczem – I nagroda.

## Odznaczenia i upamiętnienie
Za swe zasługi otrzymał Krzyż Kawalerski Orderu Odrodzenia Polski (1964), Złoty Krzyż Zasługi oraz Medal 10-lecia Polski Ludowej. Jest również patronem Zespołu Szkół Technicznych w Ciechanowie.